# Mudalagund, Devadurga
Mudalagund là một làng thuộc tehsil Devadurga, huyện Raichur, bang Karnataka, Ấn Độ.